# Štěpkov
Štěpkov är en ort i Tjeckien.   Den ligger i regionen Vysočina, i den centrala delen av landet, 140 km sydost om huvudstaden Prag. Štěpkov ligger 568 meter över havet och antalet invånare är 111.
Terrängen runt Štěpkov är lite kuperad. Runt Štěpkov är det ganska tätbefolkat, med 129 invånare per kvadratkilometer. Närmaste större samhälle är Moravské Budějovice, 12,1 km öster om Štěpkov. Trakten runt Štěpkov består till största delen av jordbruksmark.